# Václav Müller
Václav Müller (* 17. ledna 1974 Opava) je český kulturní promotér, hudební producent, novinář a organizátor.

## Promotérská činnost
Je zakladatel a šéfem festivalu Hradecký slunovrat, který vznikl coby oslava jeho kulatých narozenin v roce 2014 na státním zámku v Hradci nad Moravicí, který se zde následně etabloval v dramaturgicky otevřený multižánrový kulturní, především však hudební, festival, který se na podzim roku 2021 přesunul do Opavy a zkrátil si název na Slunovrat. Festival  je pořádán v letní a zimní edici, na festival navazuje také množství dalších koncertů a navazujících akcí. Dramaturgii a pořádání akcí se věnuje dlouhodobě. V roce 2014 například spolu s malířkou a písničkářkou Martinou Trchovou zrealizoval mezinárodní setkání malířek Barvy ženy.
Moderoval veřejné diskuze s Ivo Mludkem, Josefem Suchárem a dalšími na zámku v Raduni, s Jaroslavem Kmentou v Opavě a Židlochovicích. V době pandemických omezení kultury v roce 2020 produkoval a moderoval několik desítek streamovaných rozhovorů třeba s Michalem Prokopem, historikem Martinem Pavlíčkem, spisovatelkou a novinářkou Julii Urbišovou, Michalem Juppem Konečným, hudebníkem Michalem Němcem a dalšími. Spolupracuje také s ostravským centrem Pant.
Od roku 2018 členem grantové komise Ministerstva kultury ČR pro oblast profesionálního umění, komise pro alternativní hudbu. Od roku 2021 je rovněž členem Rady pro alternativní hudbu Programu státní podpory festivalů profesionálního umění Ministerstva kultury ČR.
Hlasuje v cenách Anděl Akademie populární hudby i dlouholetým členem žánrové komise těchto cen v žánru Folk.
V červenci 2020 obdržel ocenění Hvězda Reflexu (Lidé a skutky, před nimiž smekáme), které uděluje časopis Reflex.
Je jedním z iniciátorů postupné obnovy, opravy a kulturního i duchovního oživení opuštěného opavského kostela svatých Janů.

## Hudební produkce
Václav Müller je uveden coby producent na desce Půljablkoň – Němec, Puttnerová, což je nejmenší verze skupiny Jablkoň. Cíleně seznámil a přivedl ke spolupráci folklórní houslistu, držitelku tří cen Anděl za world music Jitku Šuranskou a rockového kytaristu Petra Uviru. Vzniklo tak duo Šuranská & Uvira, které do předčasné smrti Jitky Šuranské, pod manažerským vedením Václava Müllera úspěšně koncertovalo. Na chystané album již však nedošlo.
V roce 2020 inicioval vznik literárně/hudební performance Šikmý kostel (účinkují Karin Lednická, Petr Uvira a Vít Halška) na motivy úspěšného románu spisovatelky Karin Lednické.

## Fotografie
Je autorem fotografického cyklu s názvem Dvojité vidění, fotografií na motivy textů písní Petra Linharta (představeno 4. 10. 2019 v pražském klubu Kaštan). Vystavoval také spolu se Zdeňkem Svánovským v rámci cestovatelského projektu Barvy čtyř kontinentů, který zahrnoval 25 výstav po celé ČR a Slovensku. Pořádá občasné samostatné výstavy a je autorem deseti nástěnných fotokalendářů s přírodní a regionální tematikou.

## Redaktor Radia Proglas a novinář
V roce 2022 se stal externím redaktorem Radia Proglas. Připravuje pořady do cyklu Dopoledne s Proglasem: například rozhovor s vinařem Markem Vybíralem o naturálních vínech a úspěších moravských vín ve světě, s bývalým disidentem Ivo Mludkem o cestě od Charty k Charitě, s Martinem Pavlíčkem o Zobrazení Krista v umění a mnoho dalších...
Roky se věnoval hudební, i jiné, publicistice. Byl členem redakce v časopisech Hitbox a Folk & Country, s občasnými příspěvky v nehudebních médiích (Reflex, Hospodářské noviny, atd.). Publicistické činnosti nepravidelně pokračuje i nadále.
Ve své podnikatelské činnosti se věnuje tisku. Amatérsky se věnuje mykologii, v rámci svého zájmu o víno spolupracuje s několika vinařstvími. Václav Müller je ženatý, s manželkou Michaelou vychovávají dvě děti.